# Достояние Уппсалы
«Достояние Уппсалы» или «Уппсальское богатство» (др.-сканд. Uppsala auðr, Uppsala øðr, швед. Uppsala öd) — собирательное название имений шведской короны в период Средневековья, в чью задачу входило содержание конунга и его свиты и обеспечение всем необходимым во время путешествия по стране. 
Такие имения обычно назывались хусбю. Почти в каждой хундарэ существовало хотя бы одно такое имение. Каждое хусбю являлось резиденцией сборщика королевских налогов и местом, куда жители хундаре доставляли оброк. Наиболее широко хусбю были представлены в Свеаланде.
История появления «Достояния Уппсалы» неизвестна, но исландский историк XIII века Снорри Стурлусон в «саге об Инглингах» утверждает, что изначально это было пожертвование аса Фрейра основанному им Храму Уппсалы:
|  | Freyr reisti at Uppsölum hof mikit, ok setti þar höfuðstað sinn; lagði þar til allar skyldir sínar, lönd ok lausa aura; þá hófst Uppsala auðr, ok hefir haldizt æ síðan. |  | Фрейр воздвиг в Уппсале большое капище, и там была его столица. Туда шла дань со всех его земель, и там было все его богатство. Отсюда пошло Уппсальское богатство и всегда с тех пор существует. |  |

Хотя в точности размеры «Достояния Уппсалы» неизвестны, отдельные владения перечисляются в «Законе Хельсингланда» и «Законе Готланда». В средневековых шведских законах говорится, что «Достояние Уппсалы» должно находиться в руках королевской власти без потерь. Однако в XIII веке после объединения страны и консолидации королевской власти, отдельные части «Достояния Уппсалы» были розданы дворянам и церковникам в нарушение этих законов. Причиной этому послужило то, что налоги стали взиматься в наличной форме.

## Состав
- Старая Уппсала
- Хусбю в Венделе[англ.]
- Старая Сигтуна[англ.]
- Хусабю
- Ховгорден